# Adalberone di Reims
Adalberone (925 circa – Reims, 23 gennaio 989) è stato un arcivescovo e cardinale francese.

## Biografia
Era figlio di Gerardo I di Metz e di Oda di Metz. Appartenente all'ordine dei Benedettini, venne nominato abate laico di Gorze e, nel 969, arcivescovo di Reims. Difese i diritti politico-religiosi della Chiesa cattolica e riformò la disciplina monastica; fondò monasteri e scuole, le quali affidò a Gerberto di Aurillac (il futuro papa Silvestro II). Si barcamenò tra Ottone II ed Ottone III e i re francesi Lotario e Luigi V, che consacrò nel 979. Tuttavia favorì Ugo Capeto, che mirava ad essere riconosciuto re dai feudatari, incoronandolo nel 987. Parente di Adalberone II di Metz e di Gerardo I di Cambrai, fu prozio di Goffredo di Toscana e di Papa Stefano IX. Fu nominato cardinale da papa Giovanni XV, ma non è nota la data né il titolo.

## Successione apostolica
La successione apostolica è:
- Vescovo Adalberone di Laon (977)

## Ascendenza
|                     |                     |                        | Genitori             |  |  | Nonni |  |  | Bisnonni |  |  | Trisnonni |  |
|                     |                     |                        |                      |  |  |       |  |  | …        |  |  | …         |  |
|                     |                     |                        |                      |  |  |       |  |  | …        |  |  | …         |  |
|                     |                     | …                      |                      |  |  |       |  |  | …        |  |  |           |  |
| Vigerico di Bidgau  |                     |                        |                      |  |  |       |  |  | …        |  |  |           |  |
|                     |                     | …                      | …                    |  |  |       |  |  |          |  |  |           |  |
|                     |                     | …                      | …                    |  |  |       |  |  |          |  |  |           |  |
|                     |                     | …                      | …                    |  |  |       |  |  |          |  |  |           |  |
| Gozlin              |                     | …                      |                      |  |  |       |  |  |          |  |  |           |  |
|                     |                     | …                      | …                    |  |  |       |  |  |          |  |  |           |  |
|                     |                     | …                      | …                    |  |  |       |  |  |          |  |  |           |  |
|                     |                     | …                      | …                    |  |  |       |  |  |          |  |  |           |  |
| Cunigonda           |                     | …                      |                      |  |  |       |  |  |          |  |  |           |  |
|                     |                     | Ermentrude             | Luigi II il Balbo    |  |  |       |  |  |          |  |  |           |  |
|                     |                     | Ermentrude             | Luigi II il Balbo    |  |  |       |  |  |          |  |  |           |  |
|                     |                     | Ermentrude             | Ansgarda di Borgogna |  |  |       |  |  |          |  |  |           |  |
| Adalberone di Reims |                     | Ermentrude             |                      |  |  |       |  |  |          |  |  |           |  |
|                     | Adalardo II di Metz | Adalardo il Siniscalco |                      |  |  |       |  |  |          |  |  |           |  |
|                     | Adalardo II di Metz | Adalardo il Siniscalco |                      |  |  |       |  |  |          |  |  |           |  |
|                     | Adalardo II di Metz | …                      |                      |  |  |       |  |  |          |  |  |           |  |
| Gerardo I di Metz   | Adalardo II di Metz |                        |                      |  |  |       |  |  |          |  |  |           |  |
|                     |                     | …                      | …                    |  |  |       |  |  |          |  |  |           |  |
|                     |                     | …                      | …                    |  |  |       |  |  |          |  |  |           |  |
|                     |                     | …                      | …                    |  |  |       |  |  |          |  |  |           |  |
| Oda di Metz         |                     | …                      |                      |  |  |       |  |  |          |  |  |           |  |
|                     |                     | Ottone I di Sassonia   | Liudolfo di Sassonia |  |  |       |  |  |          |  |  |           |  |
|                     |                     | Ottone I di Sassonia   | Liudolfo di Sassonia |  |  |       |  |  |          |  |  |           |  |
|                     |                     | Ottone I di Sassonia   | Oda di Billung       |  |  |       |  |  |          |  |  |           |  |
| Oda di Sassonia     |                     | Ottone I di Sassonia   |                      |  |  |       |  |  |          |  |  |           |  |
|                     |                     | Edvige di Babenberg    | Enrico di Sassonia   |  |  |       |  |  |          |  |  |           |  |
|                     |                     | Edvige di Babenberg    | Enrico di Sassonia   |  |  |       |  |  |          |  |  |           |  |
|                     |                     | Edvige di Babenberg    | Ingeltrude           |  |  |       |  |  |          |  |  |           |  |
|                     |                     | Edvige di Babenberg    |                      |  |  |       |  |  |          |  |  |           |  |